# Fenetilo
En química orgánica, el grupo funcional fenetilo es el grupo arilo formado por 6 átomos de carbono y 5 átomos de hidrógeno. Formalmente se trata de un sistema de benceno donde un hidrógeno es sustituido por un grupo etileno (-CH2-CH2-), y de ahí continúa el resto de la molécula.
El grupo fenetilo está presente en numerosos compuestos tanto naturales como artificiales, como el alcohol fenetílico.